# Sơn La (Stadt)
Sơn La ist die Hauptstadt der Provinz Sơn La in Vietnam. Sie befindet sich in Nordvietnam. Die Provinzstadt Sơn La hatte 2019 eine Einwohnerzahl von 106.052. In der eigentlichen Stadt leben davon 70.362. Die Stadt verfügt seit 2008 über das Stadtrecht und besitzt den Status einer Provinzstadt der 3. Klasse.

## Geschichte
In der Ära des Sip Song Chau Tai war Sơn La eine Festung der Tai Dam.

## Galerie

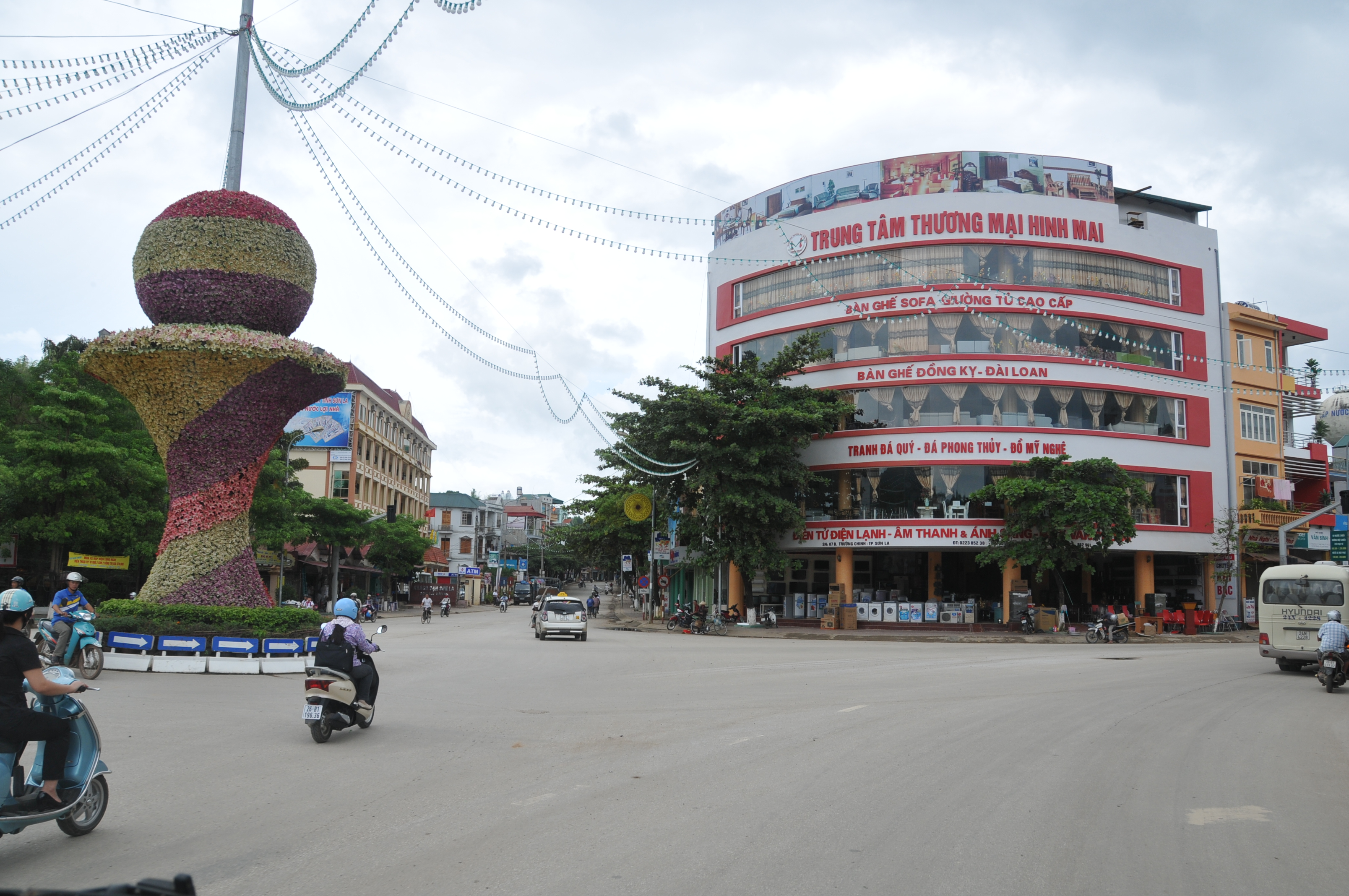